# Tournai

Tournais vapen

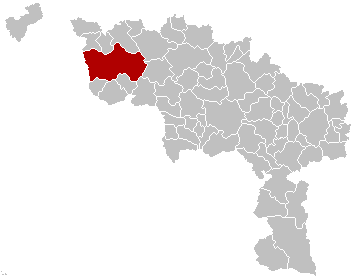
Tournais läge inom Hainaut.

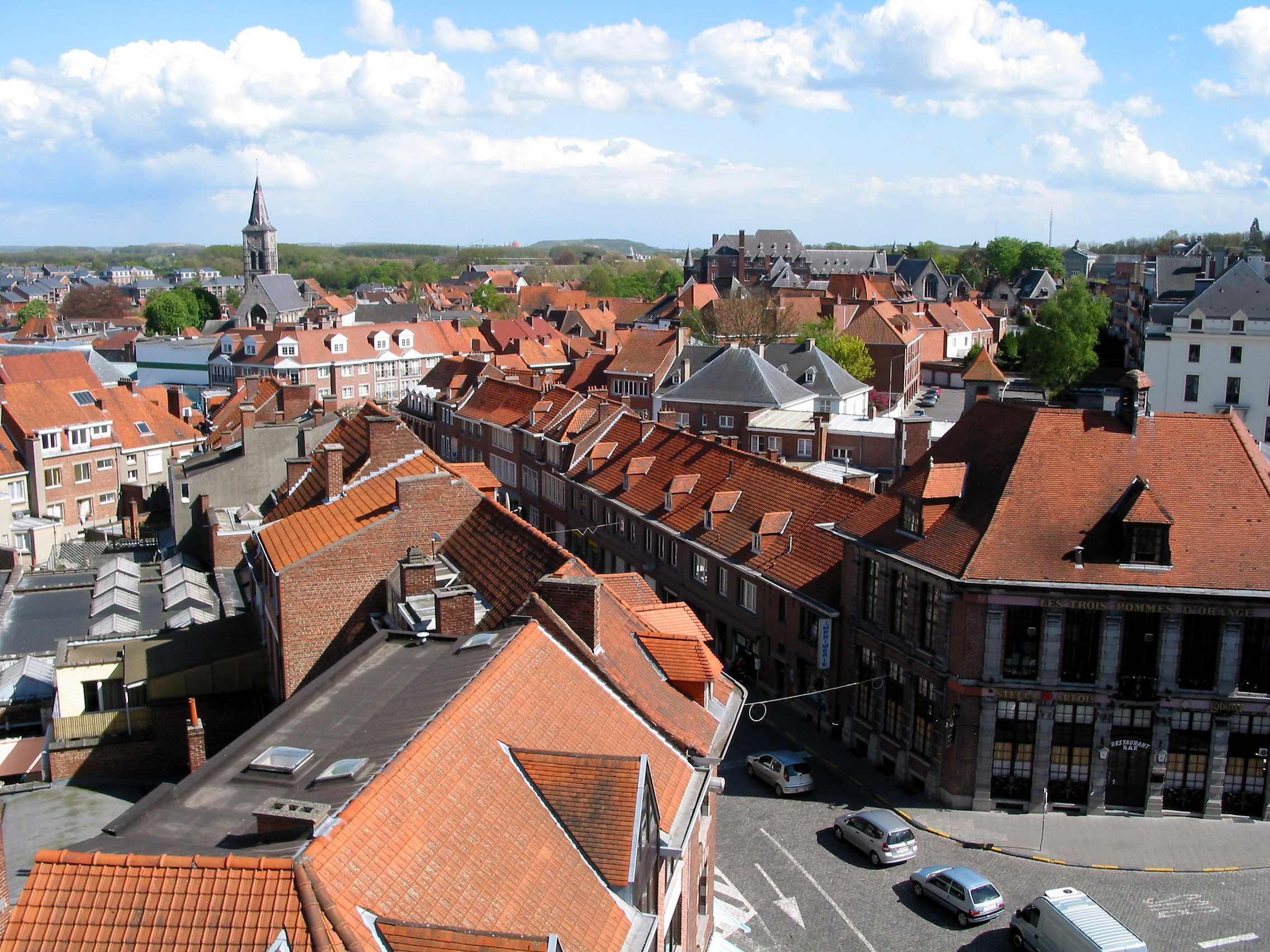
Tournai

Tournai (tidigare även kallad Tournay), på nederländska Doornik, är en stad i Belgien. Invånarantal: 67 341 (2004).
Tournai ligger i distriktet Tournai, provinsen Hainaut och regionen Vallonien.
Staden är biskopssäte med en romansk katedral. Den var tidigare känd för sin textilindustri. Tournai är känt för att ha varit säte för den frankiske kungen Childerik I, och 1654 påträffades hans grav i staden.
Staden avträddes 1521 av Frankrike till Spanska Nederländerna. 1667 återerövrades staden av Frankrike. 1709 återtogs den av prins Eugene och hertigen av Marlborough.